# Rab Adda bar Ahaba
Rab Adda bar Ahaba, auch Rab Ada bar Ahaba war ein Amoräer der 2. Generation in Sura.
Er wurde angeblich am Todestag Rabbis (217) geboren und er starb angeblich erst im 4. Jahrhundert. Er war ein Schüler Rabs und wurde durch sein hohes Alter und seine Frömmigkeit bekannt. Er wurde als Wundertäter betrachtet und wird als Autor der noch im 14. Jahrhundert zitierten Baraita deRab Adda über die Interkalation des zweiten Monats Adar angesehen.